# Glenda Schroeder
Glenda Schroeder é uma cientista da computação estadunidense.
Implementou o primeiro sistema operacional Multics (um predecessor do Unix shell). Ela também descreveu a primeira implementação do e-mail em 1964-1965 (com Pat Crisman e Louis Pouzin) para um sistema de notificação dos usuários sobre backup de arquivos.